# Dacium
Das Dacium (auch Dacien oder Daz) ist eine regionale chronostratigraphische Stufe des Pliozäns (Neogen) im zentralen Paratethys-Bereich. 

## Namensgebung und Stratotyp
Die Stufe ist nach der römischen Bezeichnung für Siebenbürgen (heute Rumänien und Ungarn) Dacia bezeichnet. Der Name wurde von Wawrzyniec Teisseyre 1907 vorgeschlagen. 

## Definition
Die untere Grenze des Dacium ist durch das Erstauftreten der Muschel-Art Zamphiridacna orientalis und von Arten der Muschel-Gattung Parapachydacna charakterisiert. Die Obere Grenze zum Romanium ist durch das Erstvorkommen der Schnecken-Art Viviparus bifarcinatus.

## Untergliederung
Das Dacium wird in zwei Unterstufen untergliedert:
- Parscovium (oberes Dacium)
- Getium (unteres Dacium)

Das untere Dacium ist durch das Vorkommen der Weichtiergattungen Dacicardium, Euxinicardium, Pachydacna, Parapachydacna, Pontalmyra, Prosodacna, Pseudocatillus, Psilodon, Psilunio Viviparus und Zamphiridacna charakterisiert. Die Grenze zwischen unteren und oberem Dacium ist durch das Erstauftreten Psilodon haueri und Zamphiridacna zamphiri definiert. Die Schichten des oberen Dacium enthalten andere Arten von Psilodon, Zamphiridacna und außerdem Congeria, Dreissena, Euxinicardium, Gyraulus, Horiodacna, Limnodacna, Lithoglyphus, Melanoides, Pachydacna, Plagiodacna, Pontalmyra, Pseudocatillus und Viviparus.